# Русанов, Василий Михайлович (генерал-майор)
Василий Михайлович Русанов (1794 — 1 июня 1838) — генерал-майор, участник Наполеоновских войн.
Родился в 1794 году и происходил из дворян Старооскольского уезда Курской губернии.
В 1811 году поступил поручиком в лейб-гвардии Московский полк. Уже в первый год своей военной службы принял участие в русско-турецкой войне. Затем весь 1812 и начало 1813 года он провёл в боевой обстановке, участвуя во многих делах с французами и в 1813 году был награждён золотым оружием с надписью «За храбрость» и произведён в подполковники.
Находясь в составе войск, отправленных для преследования Наполеона после его бегства из России, Русанов, между прочим, принимал участие в сражении 17 января 1814 года при городе Бриенн-ле-Шато, причём был ранен пулей, оторвавшей у него большую часть челюсти с двумя зубами.
Несмотря на эту тяжёлую рану, он не бросил военной службы и в 1823 году был произведён в полковники и назначен в Новороссийский край штаб-офицером при генерал-губернаторе, где провёл 15 лет, причём и там его боевое поприще не закончилось: в 1828—1829 годах он принимал участие в войне с турками.
Будучи с 1833 года в чине генерал-майора, он с 1832 года занимал должность начальника Одесской карантинной стражи. 1 декабря 1835 года Русанов, за беспорочную выслугу 25 лет в офицерских чинах был награждён орденом св. Георгия 4-й степени (№ 5114 по кавалерскому списку Григоровича — Степанова).
Скончался Русанов 1 июня 1838 года в Одессе.
Жена (с 11 июня 1826 года; Одесса) — Генриетта Пау, дочь майора.
Старший брат Василия Михайловича, Дмитрий Михайлович, также был генерал-майором и кавалером ордена св. Георгия 4-й степени.